# Oliver Maclean
Oliver „Ollie“ Fitzroy Maclean, né le 19 mai 1998 à Glasgow en Écosse, est un rameur d'aviron néo-zélandais.

## Carrière sportive
Oliver Maclean pratique l'aviron depuis sa jeunesse notamment à la Université du Nord-Est de Boston puis à l'UC Berkeley. Aux Championnats du monde juniors 2016, Maclean a terminé cinquième en deux de couple. Aux Championnats du monde U23 en 2017, il remporte l'or en quatre de couple. Deux ans plus tard, il remporte l'argent en deux de couple avec Jack Lopas.
En 2023, le quatuor néo-zélandais composé d'Oliver Maclean, Logan Ullrich, Thomas Murray et Matt Macdonald remporte la médaille de bronze aux Championnats du monde à Belgrade derrière les Britanniques et les Américains. Aux Jeux Olympiques de Paris 2024, le même équipage remporte la médaille d'argent, battus de 0,85 seconde par le quatre américain.

## Palmarès

### Jeux olympiques
- 2024 à Paris,  France
  -  Médaille d'argent en quatre de pointe